# Schwarzenberg (Film)
Schwarzenberg ist eine Verfilmung des im Jahr 1984 entstandenen gleichnamigen Romans von Stefan Heym. Der Fernsehfilm wurde vom ZDF 1988 als Zweiteiler produziert, beide Folgen wurden im Mai 1989 ausgestrahlt.

## Handlung
Der sächsische Landkreis Schwarzenberg im Erzgebirge bleibt im Jahr 1945 aus unerklärlichen Gründen für 42 Tage unbesetzt. Weder die Rote Armee im Osten noch die US-Armee im Westen machen Anstalten, das Gebiet einzunehmen. Die Menschen dort nutzen die Chance, um ohne äußeren Druck ein in ihren Augen ideales politisches Gebilde zu entwerfen. Demokratie und Sozialismus sollen in der Republik Schwarzenberg miteinander verknüpft existieren, Meinungsfreiheit und verfassungsmäßig garantierte Bescheidenheit der Staatsdiener gehören zu den Grundideen. Leider hat der Traum nach sechs Wochen doch ein Ende, als die Rote Armee das Gebiet annektiert.